# Battaglia di Gerba
La battaglia di Gerba fu una battaglia navale combattuta nel 1560 nei pressi dell'isola di Djerba tra l'Impero ottomano e un'alleanza composta da Repubblica di Genova, Repubblica di Venezia, Spagna, Stato Pontificio e Ducato di Savoia.

## Premessa
Le armate navali turche verso gli anni sessanta del Cinquecento erano forti dell'eredità delle imprese del Barbarossa, dell'abilità del suo successore, Dragut, delle ampie possibilità di mezzi loro fornite dal sultano.
In tutta la prima metà degli anni 1560 moltiplicarono capillarmente gli attacchi ai litorali cristiani; da queste azioni maturò un'unità di intesa tra i capi corsari diretta ad una serie di attacchi alle maggiori isole mediterranee e ad un'eventuale avanzata del proprio fronte; il perimetro costiero devastato dai Turco-barbareschi si allungò a Spagna, Sicilia, Sardegna, sino a Cadice sull'Atlantico.
In certi anni la Catalogna e il Levante impoveriti da questi attacchi erano minacciati dalla carestia. Filippo II, neo-incoronato sovrano di Spagna, conclusa la pace di Cateau Cambresis con la Francia, volle debellare i Turco-Barbareschi. Era avvantaggiato dal fatto che Solimano, vecchio, impegnato nelle rivalità tra i figli, desiderava la pace e non poteva contare sulla flotta francese, alleata con l'Empia Alleanza ma neutrale per la pace con la Spagna.
Ferdinando volle occupare Tripoli; favorevoli all'impresa erano Juan de la Cerda, duca di Medinaceli, viceré di Sicilia, e il Gran Maestro dell'Ordine di Malta, Jean de la Valette, che sperava di riprendere Tripoli, tolta ai Cavalieri di Malta da Dragut nel 1551. Dal 1557 Torgut era divenuto bey di Tripoli, aveva abbandonato la guerra da corsa per succedere al Barbarossa come kapudan pascià (ammiraglio del sultano).
Per sconfiggerlo Filippo II avviò per sei mesi i preparativi all'impresa: riunì forze italiane, spagnole, tedesche, a Genova e Napoli, formò l'armata con un centinaio di navi (53 galee secondo alcune versioni; 80 navi e 12 000 uomini da sbarco secondo altre), pose al comando il duca di Medina Celi.

## Battaglia
Sia Filippo II che Juan de la Cerda quarto Duca di Medinaceli, non valutarono i rischi di una spedizione nella brutta stagione. La partenza fu difficile; cinque partenze furono ricondotte dai venti avversi in porto. L'armata rimase sei settimane a Malta, dove morirono 2 000 uomini di malattia: poi conobbe traversie, epidemie, ammutinamenti. L'attacco a sorpresa era impossibile essendo Uccialì (Occhialì) venuto a conoscenza dei dettagli della spedizione.
I Turchi avevano armato una flotta forse di 250 navi; Medinaceli pensò opportuno fortificarsi nell'isola di Gerba realizzando qui una base da cui attaccare Tripoli.
All'inizio del marzo 1560 si impossessò dell'isola e cominciò a costruirvi una fortezza. Attendendo rinforzi dalla Sicilia credeva che le galee ottomane arrivassero a giugno. Esse invece arrivarono tra la metà e il 20 di maggio, con un viaggio di soli venti giorni da Istanbul a Gerba.
I capitani si consultarono, Scipione Doria propose la battaglia utilizzando le batterie di terra; Gianandrea Doria e l'Orsini, comandante delle navi pontificie, optarono per levare le ancore e fuggire; prevalse quest'ultimo parere.
Comandante della flotta turca era Piale Pascià, ungherese e figlio di un ciabattino, sottratto alla famiglia in tenera età, durante la prima campagna ungherese di Solimano: era stato trovato, pare, dai cani del sultano in un fosso, nudo ed abbandonato, e, portato al sultano, era stato educato militarmente. Elevato di grado, aveva ricevuto in moglie una figlia di Selim II. Non aveva molta esperienza sul mare, ma a Gerba sconfisse la disastrata armata del duca di Medinaceli.
Il duca di Medinaceli aveva 45 galee e 35 navi, in parte nel porto, in parte poco fuori; la sua flotta si sbandò, gli equipaggi vennero presi da panico, saltarono sulle scialuppe senza che i capi potessero trattenerli. Le navi si diedero alla fuga, in parte verso Gerba e in parte verso il mare, ma col vento stretto. Nel caos le galee erano salpate in disordine, e le navi a vela erano respinte sulla costa dal vento. Piale Pascià affondò 20 galee, 27 navi da carico, 18 000 soldati annegarono o furono uccisi dai Turchi. Si salvarono 17 legni e ne vennero affondati o presi dai Turchi 36.
Nella battaglia, Flaminio Orsini si sacrificò per far fuggire ai suoi; caduto prigioniero di Piale, gli venne mozzata la testa; gli equipaggi del papa furono in parte massacrati, in parte ridotti in schiavitù. Rimasero 2 000 uomini rifugiati nella neo-costruita fortezza a Gerba, circondati da 14 000 Turchi che la bombardavano senza sosta. Dalla Spagna si pensò di soccorrerli, poi Filippo II optò per una diversione; ma saputo che il duca di Medina Celi, dato per morto o prigioniero, era vivo e libero, dimenticò la guarnigione assediata a Gerba. I Turchi si impadronirono dei pozzi che alimentavano la fortezza, ed essa capitolò.

## Conseguenze

### L'impresa di Uccialì
Alla battaglia di Gerba aveva preso parte Uccialì, con 9 galeotte di Algeri.
Dopo la vittoria turca, approfittando del successo, Uccialì si spinse coi suoi 9 legni nel mar Ligure, arrivando quasi a Nizza. Il giovane corsaro nell'aprile prima della battaglia di Gerba aveva catturato con 10 vascelli, vicino alla Corsica, la galea genovese Lomellina. Ora il commissario di Bonifacio, Tommaso De Franchi, avvertiva che era tornato con la sua flotta e 800 giannizzeri; arrivato presso Genova, in Liguria devastava Voltri, Cogoleto, Bonassola; il 31 maggio dalla spiaggia del piano della Foce raggiungeva l'entroterra, saccheggiava Lingueglietta, Civezza, Cipressa, dove sorprendeva la popolazione rifugiata in quella che credeva essere una zona sicura.
Saccheggiava e incendiava Taggia, Roccabruna ed altre terre; il 1º giugno 1560 era dinanzi a Villafranca. Qui per poco non catturava lo stesso duca Emanuele Filiberto, che era nei paraggi a bordo di un piccolo legno da diporto. Uccialì cercava il duca di Savoia avendo saputo della sua presenza a Villafranca dai prigionieri fatti a Roccabruna. Emanuele Filiberto con i principali signori della sua corte, veleggiava nel porto, e all'arrivo delle 9 galeotte corsare prontamente sbarcava a terra e, egli pure uomo di guerra, raccoglieva in fretta 300 uomini e 25 archibugieri comandati da Guido Piovene. Inviate le richieste di soccorso a Nizza, affrontò Uccialì che era appena sbarcato ad oriente di Villafranca, a St. Hospice, assalendo quella località.
Gli armati del duca furono spaventati e messi in fuga dagli Algerini. Secondo altre versioni invece Uccialì finse di ritirarsi e tese un'imboscata in cui caddero gli avversari. Gli archibugieri furono distrutti e Piovene fu catturato; Emanuele Filiberto con pochi gentiluomini del suo seguito e aiutato dagli abitanti di St. Hospice, oppose una resistenza disperata; lo stesso duca rischiò di essere ucciso, venne anche catturato ma fu subito dopo liberato da due gentiluomini del suo seguito che persero la vita nell'azione. Nello scontro vennero uccisi 20 uomini e catturati 40, tra i quali tre personalità importanti.
Una volta imbarcati i prigionieri cominciarono le trattative dei riscatti. Uccialì pretendeva 300 scudi per nobile e 100 per soldato, per un totale di 12 000 scudi in denaro coniato, rifiutando oro ed argento lavorato. Inoltre il corsaro voleva riverire personalmente la duchessa Margherita di Valois, figlia del re Francesco I, della quale aveva una grande opinione. Per evitare l'oltraggio i Savoiardi sostituirono la duchessa con una dama del suo seguito, Maria de Gondi moglie di Claudio di Savoia, conte di Pancalieri e di Racconigi, e prima dama d'onore della duchessa.
Per vendicarsi Emanuele Filiberto avrebbe poi inviato le sue galee a pirateggiare e saccheggiare l'Arcipelago, ma non riuscì a compiere un'impresa analogamente ardita.

Uccialì, sulla via del ritorno (quest'ultimo fatto non si sa se avvenisse in aprile o dopo la battaglia di Gerba) passò ancora da Santo Stefano e la saccheggiò distruggendo le barche che caricavano il vino. Nel saccheggio un moro di 15 anni, sbandatosi dal gruppo, fu catturato da un abitante di Lingueglietta, che lo rivendette subito a Porto Maurizio per 24 scudi.

## Conseguenze
Ad Istanbul Piale Pascià tornava in trionfo, accolto da un'immensa folla sulle rive del Corno d'oro e del Bosforo, Solimano assisteva alla scena dal chiosco sovrastante l'ingresso del porto. Aprivano la sfilata delle galee il vascello ammiraglio e le navi cristiane catturate la chiudevano. Tra i prigionieri, esibiti nelle vie della capitale anche nei giorni successivi, erano il comandante del forte di Gerba Alvaro de Sandi e gli ammiragli di Sicilia e di Napoli Sancho de Leyva e Berenguer de Requesens. Le galee turche procedevano dipinte di rosso, quelle cristiane le seguivano al rimorchio disalberate e prive di timone come rottami al traino.
Unico a non esultare era il sultano Solimano, forse più preoccupato della grave crisi della sua prossima successione, dacché Bayazid rimaneva presso lo Shah persiano Tahmasp e Selim ordiva tentativi contro di lui.
In Italia invece la sconfitta di Gerba faceva crollare quanto costruito dalle imprese di Andrea Doria sul mare: il vecchissimo ammiraglio aveva creduto di poter condurre la Spagna al predominio sul Mediterraneo, ed il fallimento era evidente, dato che su questo mare spadroneggiavano i Turchi, ed il mito della loro invincibilità era in crescita.
Gianandrea Doria, il nipote prediletto da Andrea, che aveva preso parte alla battaglia in sottordine al duca di Medina Celi, non aveva fatto una bella figura. Andrea Doria, appresa la notizia della sconfitta, volle solo attendere notizie sulla sorte del parente; saputolo sano e salvo, poté coricarsi tranquillo per non rialzarsi più. Aveva ormai 94 anni, ed il 25 novembre 1560 si spegneva.
La scomparsa dell'ammiraglio, verso cui Carlo V aveva nutrito un affetto quasi filiale, lasciava spazio ai grandi asientisti dell'Impero, cioè i genovesi Centurione, Sauli, De Mari, Lomellini, Grimaldi e, in posizione migliore di tutti gli altri, Gianandrea Doria, erede dei titoli e dell'autorità dello zio, ma senza avere adeguate fortuna, acume politico e senso della misura. Filippo II ebbe per questo secondo Doria molta considerazione, pur restando dubbi a seguito alle sue imprese sfortunate, e volle che tenesse sempre 20 galee pronte al suo servizio, anche dopo la sconfitta di Gerba.
La notizia della disfatta di Gerba giungeva al papa Pio IV, che si adoperava a fortificare il litorale romano. I Turchi dominavano ora anche il Mediterraneo centrale, Tripoli, Algeri, Bugia, appartenevano al sultano; del sogno coloniale spagnolo di dominare il Nordafrica occidentale restavano i soli capisaldi di Orano, Mers El Kebir, la Goletta e Melilla. Inoltre cominciavano a circolare le voci di una possibile evacuazione spagnola di Orano.
La paura regnava in Spagna ed in Italia; benché già in inverno, i Turchi devastavano la Toscana. Era il rapido susseguirsi di notizie false ed allarmismi da Ragusa a Napoli, a Vienna, a Venezia, notizie che le invincibili flotte del sultano fossero prossime a prendere la Goletta, oppure Orano, ed ovunque si avvistavano le loro navi; ogni galea che lasciava i Dardanelli faceva rivivere il terrore. Il terrore ebbe il sopravvento sugli indifesi litorali cristiani quando un'armata ottomana di circa 100 navi giunse fino al basso Adriatico; poi fece una brusca marcia indietro, dovuta forse ad un richiamo per il conflitto tra Selim e Bayazid, o forse per la morte del gran visir Rustem.